# Dylan Pereira
Dylan Pereira (Luxemburg, 10 juni 1997) is een Luxemburgs autocoureur van Portugese afkomst. In 2022 werd hij kampioen in de Porsche Supercup.

## Carrière
Pereira begon zijn autosportcarrière in het karting in 2008 en nam deel aan verschillende kampioenschappen in België en Duitsland. In 2012 nam hij deel aan het Europees kampioenschap en werd hij tevens derde in de KF2-klasse van de Euro Wintercup. In 2013, zijn laatste jaar in de karts, werd hij kampioen in deze klasse.
In 2014 maakte Pereira zijn debuut in de Centraal-Europese Volkswagen Golf Cup, waarin hij met 261 punten elfde in de eindstand werd. In 2015 bleef hij actief in deze klasse en behaalde hij vier overwinningen: twee op Tor Poznań en een op zowel de Slovakiaring als het Automotodrom Brno. Daarnaast stond hij in vier andere races op het podium. Met 454 punten werd hij tweede in het kampioenschap. Aan het eind van het jaar debuteerde hij in de Porsche Supercup in de laatste race op het Circuit of the Americas bij het team MOMO Megatron Team PARTRAX als gastcoureur, maar hij kwam hierin niet aan de finish.
In 2016 reed Pereira een volledig seizoen in de Porsche Supercup bij Partrax. Een negende plaats in de seizoensfinale op het Circuit of the Americas was zijn beste resultaat en hij werd met 35 punten dertiende in de eindstand. Aan het eind van het jaar debuteerde hij ook in de Duitse Porsche Carrera Cup voor MRS GT-Racing in het weekend op de Nürburgring.
Pereira begon het seizoen 2016-2017 in de Porsche GT3 Cup Challenge Middle East, waarin hij met vier podiumplaatsen derde werd. In de Porsche Supercup stapte hij over naar het Lechner Racing Middle East en behaalde hij drie podiumplaatsen op de Red Bull Ring, Silverstone en het Circuit de Spa-Francorchamps. Met 84 punten verbeterde hij zichzelf naar de achtste plaats in het klassement, ook al miste hij de laatste twee races. In de Carrera Cup reed hij wederom twee races, ditmaal op de Red Bull Ring voor Zele Racing.
In het winterseizoen 2017-2018 keerde Pereira terug naar de Porsche GT3 Cup Challenge Middle East. Hij reed slechts in zes van de twaalf races, maar behaalde hierin vijf podiumplaatsen, waaronder drie zeges. In de Porsche Supercup kwam hij uit voor het Momo Megatron Lechner Racing Team. Hij stond in de races op het Circuit de Barcelona-Catalunya en het Circuit de Monaco op het podium en werd met 90 punten zevende in het klassement. Tevens reed hij voor het eerst een volledig seizoen in de Duitse Porsche Carrera Cup, eveneens bij Lechner Racing. Hij behaalde twee podiumplaatsen op de Motorsport Arena Oschersleben en nog een op het Circuit Zandvoort en werd met 113 punten vierde in de eindstand, achter Thomas Preining, Michael Ammermüller en Larry ten Voorde.

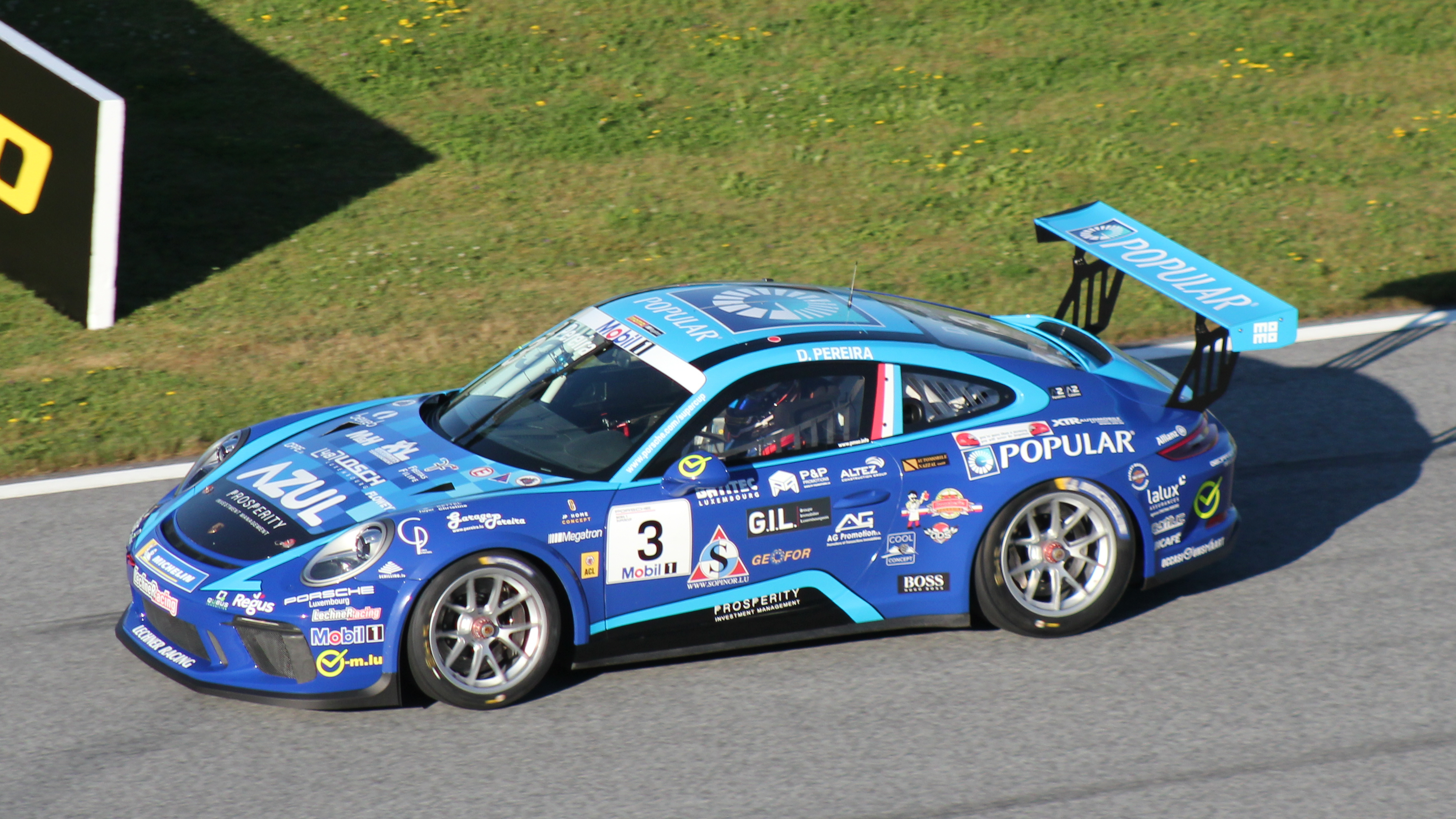
Dylan Pereira op de Red Bull Ring in 2019.

In 2019 begon Pereira het jaar opnieuw in de Porsche GT3 Cup Challenge Middle East, waarin hij in vier races een race won en nog twee keer op het podium stond. In de Porsche Supercup behaalde hij zijn eerste overwinning op de Hockenheimring Baden-Württemberg, maar voor deze race werden geen punten uitgereikt omdat minder dan de helft van de afstand kon worden afgelegd. Later dat jaar won hij nog een keer op Spa-Francorchamps. Met 73 punten werd hij negende in het kampioenschap. In de Carrera Cup stond hij negen keer op het podium, maar behaalde hij geen enkele zege. Desondanks werd hij met 181 punten wederom vierde achter Julien Andlauer, Ammermüller en Ten Voorde.
In 2020 reed Pereira zes races in de Porsche Sprint Challenge Middle East, waarin hij altijd op het podium stond en driemaal wist te winnen. In de Supercup won hij twee races op de Red Bull Ring en de Hungaroring en stond hij daarnaast nog vier keer op het podium, waardoor hij met 148 punten achter Ten Voorde tweede in het eindklassement werd. In de Carrera Cup won hij zesmaal: drie keer op de Red Bull Ring, twee keer op de Sachsenring en een keer op Oschersleben. Met 207 punten werd hij ook hier achter Ten Voorde tweede. Aan het eind van het jaar maakte hij zijn debuut in het FIA World Endurance Championship (WEC), waarin hij voor Team Project 1 samen met Jeroen Bleekemolen en Ben Keating zesde werd in de LMGTE Am-klasse van de 8 uur van Bahrein.
In 2021 nam Pereira deel aan een volledig seizoen van het WEC, waarin hij voor TF Sport in de LMGTE Am met Keating en Felipe Fraga de auto deelde. Hij won de 6 uur van Bahrein en stond ook in de 6 uur van Spa-Francorchamps en de 24 uur van Le Mans op het podium. Met 90,5 punten werd hij tweede in het eindklassement. In de Porsche Supercup won hij een race op Spa-Francorchamps en stond hij ook op de Red Bull Ring op het podium. Met 71 punten zakte hij naar de zevende plaats in het kampioenschap. Tevens reed hij in acht races van de ADAC GT Masters voor het KÜS Team Bernhard, waarin een zesde plaats op de Hockenheimring zijn beste resultaat was.

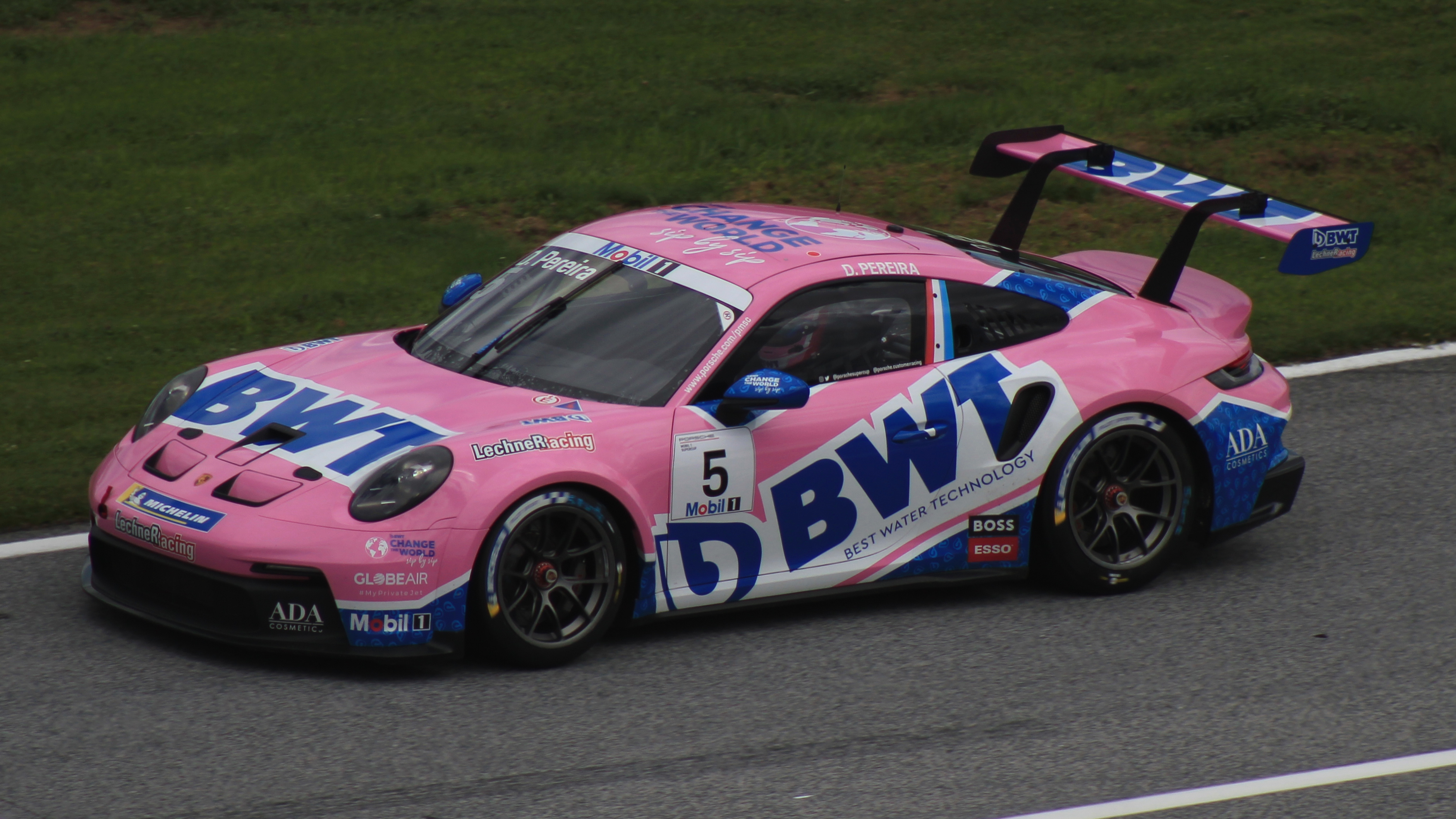
Dylan Pereira op de Red Bull Ring in 2022.

In 2022 won Pereira drie races in de Porsche Supercup op het Autodromo Internazionale Enzo e Dino Ferrari, de Red Bull Ring en Spa-Francorchamps. Tevens stond hij op Zandvoort op het podium. Hij eindigde in alle races in de top vijf, waardoor hij met 149 punten gekroond werd tot kampioen in de klasse. Ook keerde hij na een jaar afwezigheid terug in de Duitse Porsche Carrera Cup, waarin hij overstapte naar het team IronForce Racing by Phoenix. Hij won vier races: twee op de Lausitzring en een op zowel de Red Bull Ring als de Nürburgring. Daarnaast stond hij nog vijf keer op het podium. Met 240 punten werd hij achter Laurin Heinrich en Ten Voorde derde in de eindstand. Vanwege zijn prestaties werd hij dat jaar, samen met Bob Jungels, uitgeroepen tot Luxemburgs sportman van het jaar.
In 2023 stapte Pereira over naar de GT World Challenge Europe Endurance Cup, waarin hij in de Bronze Cup-klasse voor Tresor Attempto Racing de auto met Andrey Mukovoz en Kikko Galbiati deelde. Een zevende plaats op het Circuit Paul Ricard was zijn beste resultaat en hij werd met 19 punten negentiende in de eindstand. Tevens nam hij deel aan de 24 uur van de Nürburgring met het team Clickversicherung Team en won samen met Robin Chrzanowski, Kersten Jodexnis en Peter Scharmach de Cup 2 Pro-klasse.